# Bayazid Bistami
Tayfur Abu Yazid al-Bistami, conosciuto anche come Bayazid  Bistami (in persiano بايزيد بسطامى‎; Bastam, 804 – 874), è stato un mistico sufi.

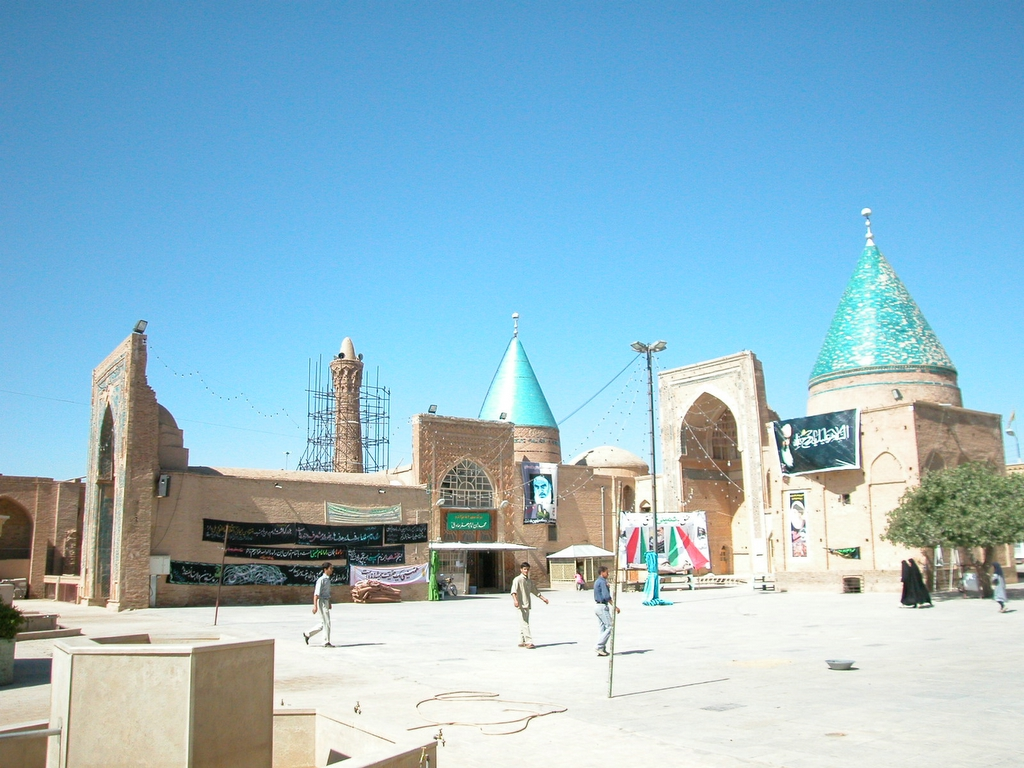
Mausoleo di al-Bistami

Al-Bisṭāmi ebbe grande influenza sul misticismo sufi ed è considerato uno dei primi importanti maestri sufi dell'Islam.
Il precursore di al-Bisṭāmi, Dhu l-Nun al-Misri (morto nell'859) formulò la dottrina della maʿrifa (gnosi), formulando un sistema che aiutava la comunicazione tra sceicco (la guida) e murīd (il discepolo, l'iniziato). Al-Bisṭāmi fece un passo ulteriore ed enfatizzò l'importanza dell'estasi, che lui chiamò l'ubriacatura (sukr o wajd), un mezzo di annullamento del sé alla presenza di Dio. Prima di lui, il sufismo era basato principalmente sulla pietà e l'obbedienza, al-Bisṭāmi giocò un ruolo fondamentale nel porre il concetto di amore divino al centro del sufismo.
Al-Bisṭāmi fu il primo a parlare apertamente di «annullamento del sé in Dio» (fanāʾ fī Allāh ) e di «sopravvivenza attraverso Dio» (baqāʾ bi-Llāh). Le sue massime paradossali furono ampiamente diffuse ed esercitarono una attrattiva importante per gli studenti che desideravano comprendere il significato dell'Unicità dell'essere (waḥdat al-wujūd).
Morì a più di settanta anni. Prima della morte, qualcuno gli chiese quanti anni avesse. Egli rispose: «Ho quattro anni. Per settanta ero offuscato. Mi sono accorto della foschia solo quattro anni fa».
Morto nell'874 è sepolto a Basṭām o a Semnān, in Iran.

## Traduzioni in italiano
- Al-Bistami, "Colloquio intimo con Dio", a cura di Nahid Norozi, in Quaderni di Studi Indo-Mediterranei, 3 (2010), pp. 311–320
- al-Bistami Abu Yazid, Parole dell'estasi, a cura di Iacovella, Ist. Italiano Studi Filosofici, 2011, ISBN 9788890595769.
- Al-Sahlaji, Il libro della Luce. Fatti e detti di Abu Yazid al-Bistami, a cura di Nahid Norozi, Ester Edizioni, Bussoleno (TO) 2018, pp. 379